# Антоново (Пољска)
Антоново (пољ. Antonowo) је село у Пољској које се налази у војводству Варминско-Мазуријском у повјату Гижицком у општини Гижицко.
Од 1975. до 1998. године ово насеље се налазило у Сувалском војводству.